# Arses lorealis
Arses lorealis là một loài chim trong họ Monarchidae.